# Битка код Штокаха (1800)
Битка код Штокаха одиграла се 3. маја 1800. године између француских и аустријских снага. Битка је део Рата друге коалиције и завршена је победом Француске републике.

## Битка
Француска војска бројала је око 84 000 људи под командом Жана Виктора Мореја, а аустријска око 72 000 војника под командом Паула Краја. Јача француска војска натерала је Аустријанце на повлачење, заузела њихова ратна складишта и заробила око 4000 војника и 8 топова. Обе стране изгубиле су око 7000 људи.